# Gualtero Garbagni
Gualtero Garbagni (Lodi, 1184 circa – Lodi, 22 luglio 1224) è stato un religioso italiano, venerato come santo dalla Chiesa cattolica.

## Biografia
Le informazioni sulla vita di San Gualtero provengono originariamente dalla Vita beati Gualterii confessoris, scritta da un canonico di nome Bon Giovanni, suo consanguineo e contemporaneo.
Secondo quanto tramandato, Gualtero nacque intorno al 1184 a Lodi da famiglia agiata; i suoi genitori, Aliprando e Alessia, non riuscendo ad avere figli avevano fatto un voto, promettendo di crescere il loro figlio nella fede cristiana e di portarlo in pellegrinaggio a Roma, come poi avvenne.
All'età di quindici anni, il giovane Gualtero entrò nell'ordine dei Frati ospedalieri. Alla morte del padre, donò tutti gli averi di famiglia ai poveri, non prima di aver mandato l'anziana madre in un convento; si recò quindi a Piacenza, assistendo gli infermi nell'ospedale di San Raimondo, e dopo alcuni anni fece ritorno a Lodi trasferendosi all'ospedale di San Bartolomeo fuori porta Pavese.
Nel 1206 ottenne dai Consoli lodigiani un appezzamento di terreno in località Torretta, sulla strada per Milano, famigerato per i continui atti di violenza compiuti da malfattori ai danni di pellegrini e viandanti; in tale luogo Gualtero fondò l'ospedale della Misericordia, che fu costruito grazie a copiose donazioni di cittadini lodigiani, ma anche per l'aiuto dell'arcivescovo di Milano Enrico Settala, che vi fece costruire una chiesa dedicata ai Santi Filippo e Giacomo.
In questo ospedale Gualtero si ritirava in preghiera in una modesta stanzetta, predicava e dava esempio di povertà e santità. Fondò altri ospedali, a Vercelli, Tortona, Crema e Melegnano.
Morì il 22 luglio 1224, all'età di quarant'anni, e fu sepolto nella chiesa del suo ospedale. Il suo corpo divenne oggetto di venerazione popolare, tanto da essere trafugato nel 1384 dai parrocchiani di San Biagio fuori di porta Cremonese; in seguito i suoi resti furono trasferiti nel duomo di Lodi, fino al 1960 quando furono portati nella chiesa di San Gualtero.
Fu canonizzato per iniziativa del vescovo Ottobello Soffientini.